# Zona Antarctică Britanică
Zona Antarctică Britanică (în engleză British Antarctic Zone) este un Teritoriu britanic de peste mări situat în Antarctica și este delimitat la nord de paralela 60° S și de meridianele 20° V și 60° V. Teritoriul se suprapune peste revendicările Argentinei și Chile.
Există trei baze de cercetare antarctice britanice: Halley, Rothera și Signy, precum și baze de cercetare ale următoarelor state:
- Argentina
- Brazilia
- Bulgaria
- Chile
- Ecuador
- Germania
- India
- Coreea de Sud
- Peru
- Polonia
- Rusia
- Spania
- Ucraina
- Statele Unite
- Uruguay

1. ↑   https://www.bas.ac.uk/media-post/new-satellite-imagery-reveals-new-highest-antarctic-peninsula-mountain/ Lipsește sau este vid: |title= (ajutor)